# 3177 Chillicothe
3177 Chillicothe este un asteroid din centura principală, descoperit pe 8 ianuarie 1934 de Henry Giclas.